# 第42师团 (日本陆军)
第42师团（だいよんじゅうにしだん）是大日本帝國陸軍师团之一。

## 沿革
1943年（昭和18年）5月，据軍令陸甲第45号下令为进行本土防衛強化，第42师团同第43师团、第46师团、第47师团受命新建。第42师团于6月1日以留守第2师团和第62独立歩兵团为基础在仙台編成。
师团編成後，最初配属至位于仙台的東部軍，1944年3月16日受命编入第27軍作戰序列，负责中千島的守备任务。
1945年2月因第27軍撤番，編入第5方面軍的直轄兵团。在北海道北部的稚内准备进行本土決戰，作战准备进行的同时并负责当地警备任务，在没有遇到交战的情况下迎来了终战。

## 师团概要

### 歴代师团長
- 寺倉正三 中将 ：1943年6月10日 -
- 佐野虎太 中将 ：1944年3月10日 - 終战

### 最終所属部隊
- 歩兵第129联队（若松）：土持城大佐
- 歩兵第130联队（仙台）：小川伊三雄大佐
- 歩兵第158联队（山形）：浦野清治郎大佐
- 捜索第42联队：佐藤国平中佐
- 野砲兵第12联队：松川信正大佐
- 工兵第42联队：佐佐木胞次郎中佐
- 輜重兵第42联队：田悟直治中佐
- 第42师团通信隊：金子善太郎少佐
- 第42师团兵器勤務隊：齋藤義雄少佐
- 第42师团第1野战医院：藍澤太郎軍医大尉
- 第42师团第2野战医院：櫻田章軍医大尉
- 第42师团第3野战医院：羽根田寛軍医大尉

第42师团編合
- 独立战車第5中隊：隅倉秋寿少佐
- 独立战車第6中隊：塚越善三郎大尉